# Platyura willistoni
Platyura willistoni är en tvåvingeart som beskrevs av Laffoon 1965. Platyura willistoni ingår i släktet Platyura och familjen platthornsmyggor.
Artens utbredningsområde är Washington. Inga underarter finns listade i Catalogue of Life.